# Wiktoria z Sabiny

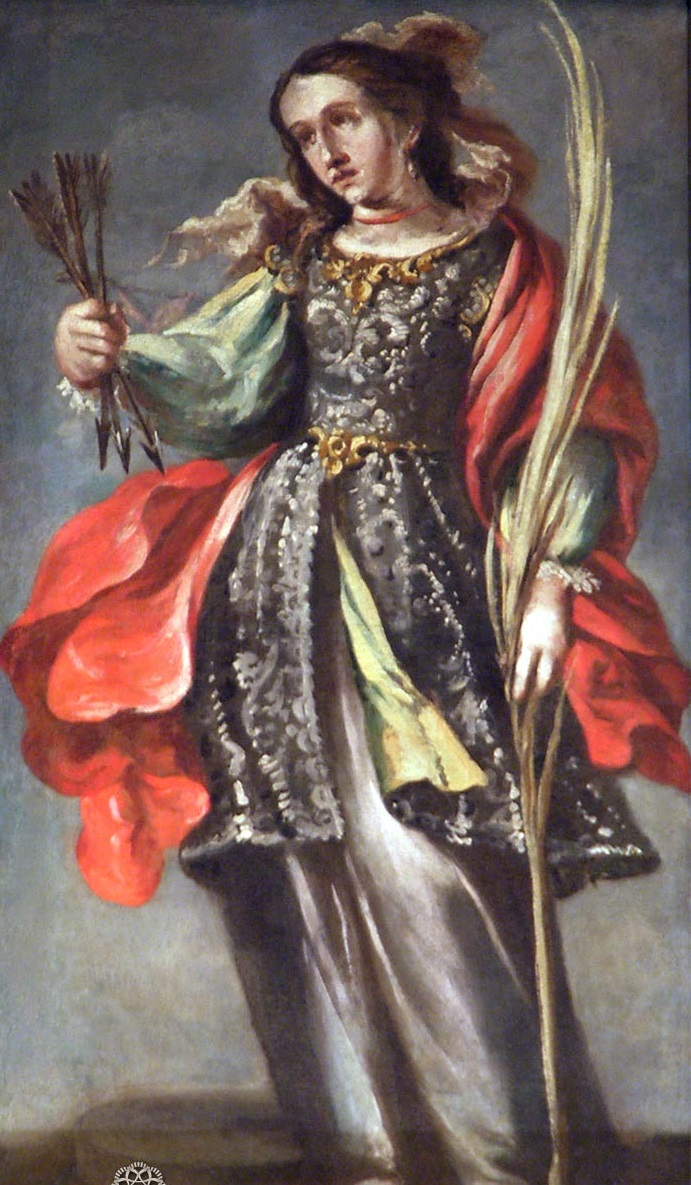
Atrybutami świętej Wiktorii są min. strzała i palma męczeństwa

Wiktoria z Sabiny, również: Wiktoria z Rzymu, wł. Sante Vittoria, Anatolia, e Audace (zm. 18 grudnia ok. 250–303 w Trebula Mutuesca, dzisiejsze Monteleone Sabino) – dziewica, męczennica chrześcijańska i święta Kościoła katolickiego.

## Historia

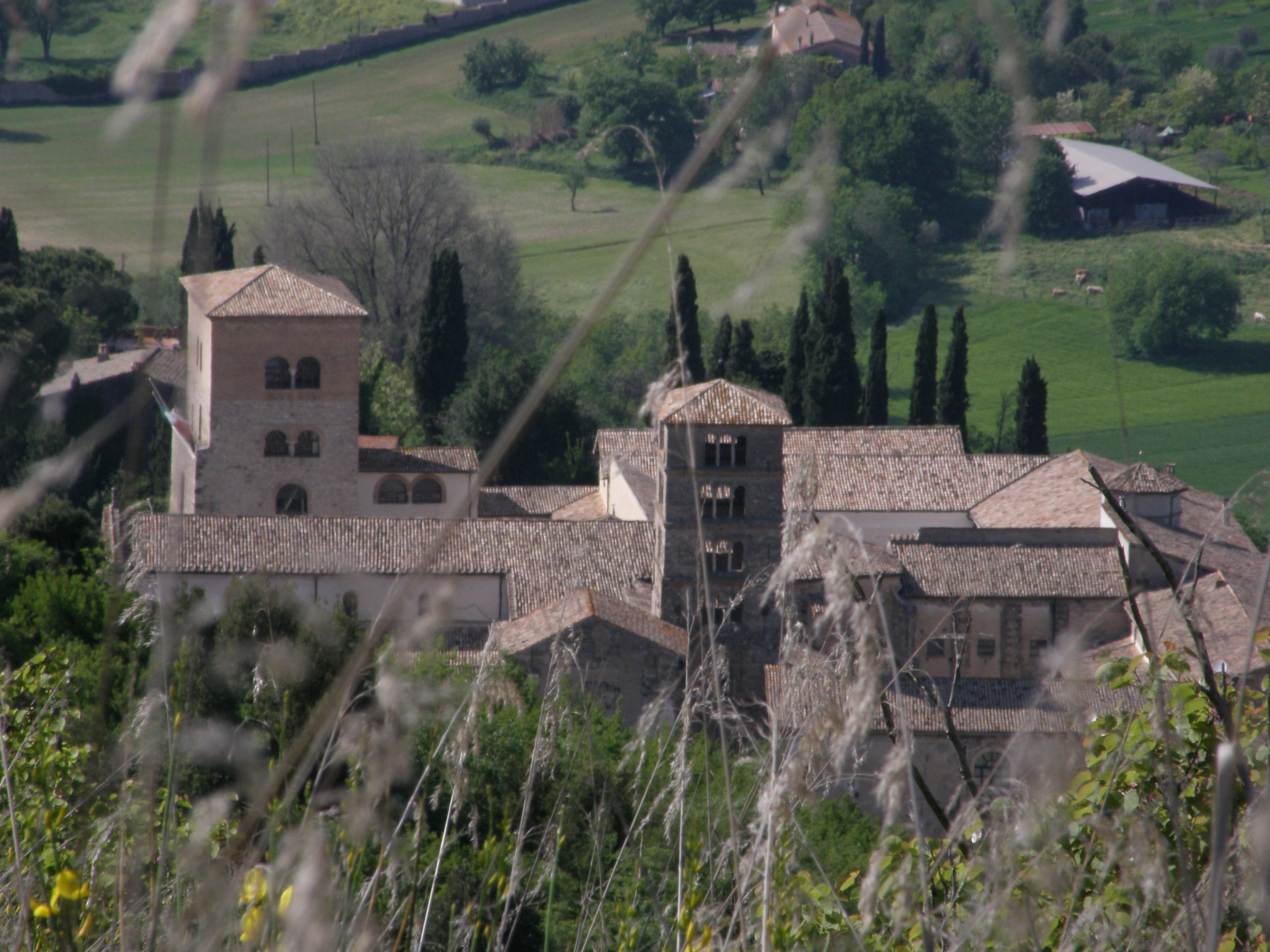
Abbazia di Farfa, Włochy

Była Rzymianką, pochodziła z patrycjuszowskiego rodu Sabinów, który mieszkał pod Rzymem w Subiaco, w regionie Lacjum. Padła prawdopodobnie ofiarą prześladowań chrześcijan za czasów cesarza Decjusza, w połowie III wieku lub za cesarza Dioklecjana na początku IV wieku.
Niewiele wiadomo o jej życiu. Kult jej jest wczesny i on świadczy o historycznym istnieniu świętej, chociaż dokumenty o niej zaginęły. Najstarszy jej wizerunek widnieje na jednej z mozaik z VI wieku w Rawennie, w bazylice Św. Apolinarego. Świadczy to, jak jej kult musiał być żywy, skoro znalazł swoje potwierdzenie w odległej od Rzymu Rawennie, wśród najsłynniejszych męczenników Kościoła Zachodniego. Wspomina o niej także Adelhelm w swoim dziele O dziewictwie z początku VIII wieku.
Część relikwii świętej Wiktorii zostało przeniesione w 827 roku przez opata Petera z Abbazia di Farfa na górę Matenano w regionie Picene, na południe od Marche, ponieważ opactwo zostało oblężone przez Saracenów.

## Legenda

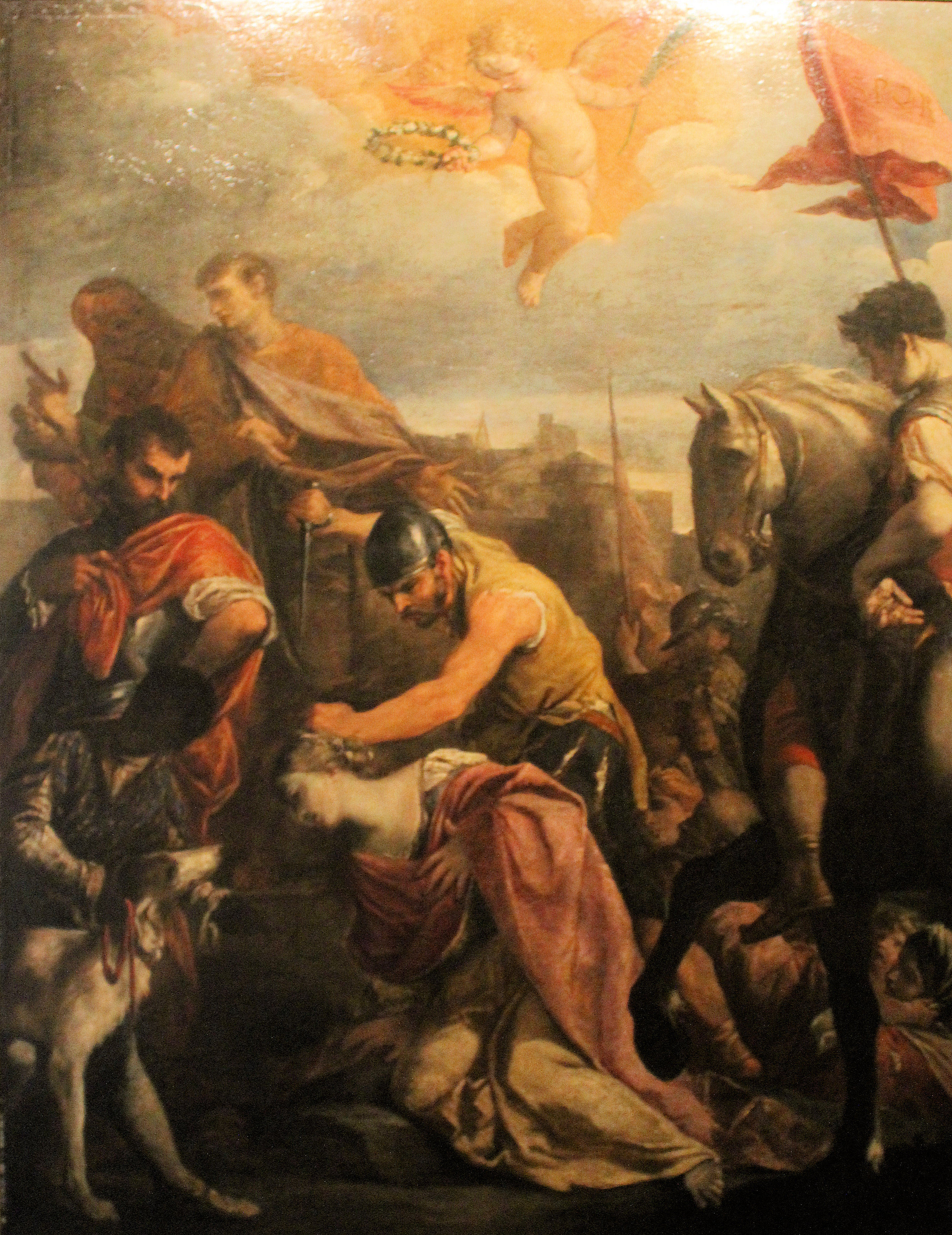
Męczeństwo świętej Wiktorii na obrazie Giovanniego Antonio Burriniego

Podanie głosi, że Wiktoria miała siostrę lub przyjaciółkę św. Anatolię. Obie były zaręczone: Wiktoria z Eugeniuszem, Anatolia z Tytusem Aureliuszem. Eugeniusz pochodził ze znamienitego rodu, nie był on jednak chrześcijaninem, co napotkało opór Wiktorii. Obie kobiety, głęboko wierząc w Chrystusa, zapragnęły pozostać dziewicami do końca życia. Umocnił je w tych postanowieniach Anioł, który powiedział: Jest miejsce na dziewictwo, czystość i małżeństwo, z tym, że dziewictwo to złoto, czystość (niewinność) to srebro, małżeństwo – brąz. Dziewczęta wybrały złoto.
Urażeni rzymscy młodzieńcy porwali kobiety, które uznali już za swoje narzeczone i uwięzili w domach, by prośbą lub groźbą zmusić je do małżeństwa. Kobiety pozostały jednak nieugięte, co spowodowało, że Eugeniusz oskarżył Wiktorię przed cesarzem jako chrześcijankę. Taki zarzut w tamtych czasach równał się wyrokowi śmierci. Mimo to Wiktoria postanowiła być wierna Chrystusowi, nie ustąpiła ani w kwestii zamążpójścia, ani w kwestii wiary chrześcijańskiej. Św. Wiktoria poniosła śmierć męczeńską w połowie III wieku lub ok. 305 roku. Nie jest pewne, w jaki sposób pozbawiono ją życia. Mówi się bowiem, że została albo ścięta, albo rozszarpana przez byka albo przebita mieczem. Niektóre źródła podają, iż zginęła śmiercią męczeńską 18 grudnia, a jej ciało złożono w sarkofagu 23 grudnia. W tym dniu obchodzone było jej liturgiczne wspomnienie.
Anatolia zawieziona została do dóbr Aureliusza koło Ankony, gdzie wsławiła się wieloma cudami, pod których wpływem nawróciła się duża liczba pogan. Pozostała jednak nieugięta namowom narzeczonego i oskarżono ją przed cesarzem jako chrześcijankę. Cesarz rozkazał wielkorządcy Faustynowi, aby ją zmusił do oddania czci bożkom, a gdyby tego nie uczyniła, skazał ją na śmierć. Św. Anatolia umarła przebita mieczem 9 czerwca.

## Relikwie
Jej relikwie znajdują się w Subiaco i w Łowiczu, w kolegiacie Matki Bożej Wniebowziętej. Otrzymał je od papieża Urbana VIII i uroczyście wprowadził arcybiskup gnieźnieński, Henryk Firlej, w 1625 roku.

## Patronat
Jest patronką Łowicza i diecezji łowickiej.

## Ikonografia
W ikonografii przedstawia się św. Wiktorię w stroju z epoki, gdy rozdaje pieniądze i klejnoty ubogim. Przedstawia się także jej śmierć męczeńską.

## Atrybuty
Jej atrybutami są: anioł, który ukazując się Wiktorii dał jej możliwość wyboru spośród trzech szlachetnych kruszców tłumacząc jednocześnie ich znaczenie, złoto to dziewictwo, srebro niewinność i brąz jako znak małżeństwa, stąd pośród atrybutów wzięły się kruszce i klejnoty, które jednocześnie mogą symbolizować posag, który rozdała ubogim. Pozostałe atrybuty to  miecz lub sztylet w sercu wskazujący poniesiony rodzaj śmierci, palma męczeństwa, chorągiew, sztandar symbolizujący zwycięstwo w walce o zachowanie dziewictwa i smok jako personifikacja zła i namiętności życiowych.

## Dzień obchodów
Wspomnienie liturgiczne obchodzone jest wspólnie ze św. Anatolią 10 lipca (niegdyś 23 grudnia według starego kalendarza rzymskiego, kiedy to wspominana była oddzielnie).